# 塞韦兹
塞韦兹是葡萄牙布拉加区的一个堂区。总面积26.08平方公里，总人口1599人，人口密度61.3人/平方公里。